# Parole parole
"Parole parole" (viết bằng tiếng Ý) là bài hát song ca của Gianni Ferrio, Leo Chiosso và Giancarlo Del Re. Bài hát ban đầu được thể hiện bởi Mina và Alberto Lupo. Dalida và Alain Delon đã thu âm bài hát bằng tiếng Pháp với tên "Paroles, paroles", bài hát này đã trở thành một bản hit quốc tế và một tiêu chuẩn ở Pháp. Nhạc sĩ Phạm Duy đã đặt lời tiếng Việt cho bài hát này dưới nhan đề "Những lời mê hoặc" và nhạc sĩ Diệu Hương đã đặt lời tiếng Việt cho bài hát này dưới nhan đề "Lời hứa phù du" do ca sĩ Thanh Hà trình bày

## Sáng tác
Phần nhạc của ca khúc được Gianni Ferrio soạn còn phần lời do Leo Chiosso và Giancarlo Del Re đặt. Bài hát là sự hòa trộn giữa phần hát của Mina và phần thoại của Alberto Lupo. Nội dung là sự chỉ trích những lời nói sáo rỗng mà người đàn ông dành cho người đàn bà khi yêu. Nhân vật nữ than van về cái kết của tình yêu và những lời dối trá mà cô phải nghe, trong khi nhân vật nam không màng tới và vẫn tiếp tục buông lời đường mật. Nhân vật nữ tỏ ra coi thường những lời có cánh mà anh chàng dành cho cô, gọi chúng là những lời sáo rỗng - parole.
Đĩa đơn được nhãn đĩa độc lập của Mina là PDU phát hành tháng 4 năm 1972 và trở thành hit lớn trên các bảng xếp hạng tại Ý. Mina cũng đưa bài hát này vào album Cinquemilaquarantatrè của cô. Bộ phim I'm Not Scared cũng dùng bài này làm nhạc phim.

## Các bản hát lại
Năm 1973, phần lời của bài hát được Michaële dịch sang tiếng Pháp và do Dalida và Alain Delon thể hiện. Ca khúc trở thành hit ở Pháp, Nhật và Canada.
Trong chương trình truyền hình vào tối ngày 31 tháng 12 năm 1996, Alain Delon một lần nữa thể hiện lại ca khúc này cùng nữ ca sĩ Céline Dion.
Dalida còn thu âm bản tiếng Đức cùng ca sĩ Friedrich Schütter vào năm 1973 với nhan đề "Worte, nur Worte". Năm 1983, bà song ca lại ca khúc cùng tên với Harald Juhnke.
Vicky Leandros phát hành bản tiếng Đức của ca khúc dưới nhan đề "Gerede Gerede", hát cùng nam diễn viên Ben Becker trong album Zeitlos vào năm 2010.